# Valdonnez
Le Valdonnez est une petite région naturelle française, située en plein centre du département de la Lozère, et dans laquelle se dresse le truc de Balduc.

## Géographie
Petite vallée délimitée au nord par le causse de Mende, à l'est et au sud-est par le mont Lozère,
à l'ouest et au sud-ouest par le causse de Sauveterre, le Valdonnez est traversé par deux rivières : le Bramont et son affluent, la Nize. D'ailleurs, c'est vraisemblablement à cette dernière que la région doit son nom, la « vallée de la Nize » (« Vallis Aniseria »), ayant donné Valdonnez.
Cinq communes sont établies dans la vallée : Balsièges, Brenoux, Lanuéjols, Saint-Bauzile et Saint-Étienne-du-Valdonnez. Celles-ci étaient regroupées au sein d'une même structure intercommunale, sous l'appellation de communauté de communes du Valdonnez.

## Histoire
La région a été occupée par les Romains qui y ont laissé de nombreuses traces, la plus spectaculaire étant le mausolée gallo-romain de Lanuéjols, un réseau  de canalisations anciennes est peut-être de la même origine[réf. nécessaire].

## Écologie
Depuis 2006, une portion d'environ 43 km2 du Valdonnez fait partie des sites d'importance communautaire (SIC) au sein du Réseau Natura 2000.

## Animations
Le journal "ça bouge dans le Valdo !" sur les animations culturelles, sociales et sportives du Valdonnez réalisé par le Foyer Rural de Langlade/Brenoux est distribué gratuitement aux habitants du Valdonnez depuis juin 1999 (« https://sites.google.com/site/foyerrurallangladebrenoux/Ressources »(Archive.org • Wikiwix • Archive.is • Google • Que faire ?)).
Il existe 3 Foyers Ruraux dans le Valdonnez (Langlade/Brenoux www.infos.foyer-langlade.fr), Lanuéjols et "le Bramont"sur St Etienne du Valdonnez) qui permettent de faire du lien social dans les villages tout au long de l'année.